# Eksplozijsko varjenje
Eksplozijsko varjenje (ang. Explosion welding oz. krajše EXW) je proces v trdnem stanju (trdna faza), v katerem varjenje dosežemo s pospeševanjem enega od komponent pri ekstremno visoki hitrosti z uporabo kemičnih eksplozivov. Ta proces se najpogosteje uporablja za platirano ploščo ogljikovega jekla s tanko plastjo proti koroziji odpornega materiala (npr. nerjavečega jekla, nikljeve zlitine, titana ali cirkonija). Zaradi narave tega procesa je možnost geometrijske izdelave zelo omejena. Produkti morajo biti enostavni. Tipični geometrijski izdelki so tako plošče, cevi in luknjaste plošče.

## Razvoj
Za razliko od drugih oblik varjenja, kot je npr. obločno varjenje (ki je bilo razvito že v začetku 19. stoletja), so eksplozijsko varjenje razvili relativno pozno, v desetletjih po drugi svetovni vojni. Izvor pa sega v čas prve svetovne vojne, ko so ugotovili, da se koščki šrapnela, ki so se zapičili v oklepno ploščo, niso samo vgradili vanjo, pač pa so se dejansko zvarili s kovino. Ker ekstremna vročina tu ni igrala vloge, kot jo ima pri ostalih oblikah varjenja, so prišli so sklepa, da je fenomen povzročila sila eksplozije šrapnela. Do istih rezultatov je prišlo tudi kasneje pri laboratorijskih testih in nedolgo zatem so proces patentirali in ga dali v uporabo. 
Leta 1962 je DuPont zaprosil za patent postopka eksplozijskega varjenja, ki je bil odobren 23. junija 1964 pod imenom US Patent 3,137,937 in je povzročil uporabo blagovne znamke Detaclad za opis postopka.  22. julija 1996 je korporacija Dynamic Materials Corporation zaključila prevzem DuPont-ove dejavnosti Detaclad za nakupno ceno 5.321.850 $.

## Prednosti in slabosti
Z eksplozijskim varjenjem lahko ustvarimo vez med dvema kovinama, katerih ne bi nujno mogli zvariti na bolj običajne načine. Kovini se v procesu ne stopita, pač pa pride do plastificiranja obeh površin, kar povzroči intimen stik med njima, kar zadostuje za zvar. Gre za podoben princip kot pri drugih ne-fuzijskih tehnikah varjenja, kot je varjenje s trenjem. Velika območja lahko povežemo izjemno hitro in tudi zvar sam je čist, saj se med reakcijo površinski material obeh kovin nasilno izloči.
Glavna pomanjkljivost te metode je, da je za izvedbo potrebno široko poznavanje eksplozivov. Eksplozijsko varjenje se tako v primerjavi z drugimi, bolj običajnimi alternativami talilnega varjenja, uporablja zelo malo.